# Отто Фреттер-Піко
Отто Фреттер-Піко (нім. Otto Fretter-Pico; 2 лютого 1893, Карлсруе, Німецька імперія — 30 липня 1966, Флімс, Швейцарія) — німецький воєначальник, генерал-лейтенант вермахту. Кавалер Лицарського хреста Залізного хреста.

## Біографія

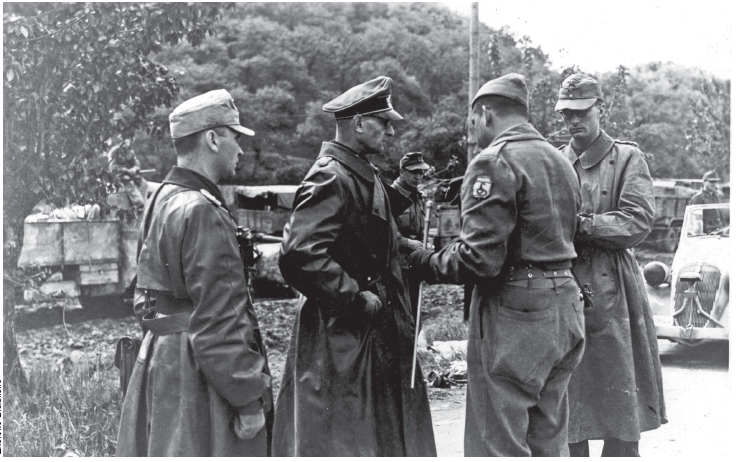
Фреттер-Піко (в центрі) і генерал-майор Маріо Карлоні здаються Бразильському експедиційному корпусу.

14 липня 1914 року поступив на службу в Імперську армію. Учасник Першої світової війни. Після демобілізації армії залишений у рейхсвері. З 10 листопада 1938 року — командир 6-го спостережного дивізіону. Учасник Польської кампанії. З 6 лютого 1940 року — командир 297-го артилерійського полку. Учасник Французької кампанії і німецько-радянської війни. З 7 лютого 1942 року — артилерійський командир 102. 20 грудня 1942 року відправлений у резерв фюрера. З 20 лютого по 1 вересня 1943 року — командир 57-ї піхотної дивізії. 25 вересня 1943 року призначений командиром 148-ї резервної дивізії (з 18 вересня 1944 року — піхотної), яка відповідала за постачання альпійських частин в Італії і Франції. 28 квітня 1945 року здався Бразильському експедиційному корпусу. 7 липня 1948 року звільнений, переїхав у Швейцарію і вийшов на пенсію.

## Звання
- Фанен-юнкер (14 липня 1914)
- Фенріх (29 листопада 1914)
- Лейтенант (27 січня 1915)
- Оберлейтенант (18 жовтня 1918)
- Гауптман (1 лютого 1928)
- Майор (1 січня 1935)
- Оберстлейтенант (1 жовтня 1937)
- Оберст (1 вересня 1940)
- Генерал-майор (1 березня 1943)
- Генерал-лейтенант (20 жовтня 1944)

## Нагороди
- Залізний хрест 2-го і 1-го класу
- Князівський орден дому Гогенцоллернів, почесний хрест 3-го класу з мечами
- Орден Церінгенського лева, лицарський хрест 2-го класу з мечами
- Нагрудний знак «За поранення» в чорному
- Почесний хрест ветерана війни з мечами
- Медаль «За вислугу років у Вермахті» 4-го, 3-го, 2-го і 1-го класу (25 років)
- Застібка до Залізного хреста 2-го і 1-го класу
- Нагрудний знак «За участь у загальних штурмових атаках»
- Німецький хрест в золоті (11 грудня 1941)
- Медаль «За зимову кампанію на Сході 1941/42»
- Лицарський хрест Залізного хреста (12 грудня 1944)